# Urgnano
Urgnano is een gemeente in de Italiaanse provincie Bergamo (regio Lombardije) en telt 8704 inwoners (31-12-2004). De oppervlakte bedraagt 14,0 km², de bevolkingsdichtheid is 649 inwoners per km².
De volgende frazioni maken deel uit van de gemeente: Basella.

## Demografie
Urgnano telt ongeveer 3321 huishoudens. Het aantal inwoners steeg in de periode 1991-2001 met 11,0% volgens cijfers uit de tienjaarlijkse volkstellingen van ISTAT.
| Jaar | Inwoneraantal |
| ---- | ------------- |
| 1991 | 7606          |
| 2001 | 8445          |
| 2004 | 8704          |

## Geografie
De gemeente ligt op ongeveer 173 m boven zeeniveau.
Urgnano grenst aan de volgende gemeenten: Cavernago, Cologno al Serio, Comun Nuovo, Ghisalba, Spirano, Zanica.